# Lotte Branz
Lotte Branz (* 5. August 1903 in Regensburg; † 16. Juli 1987 in München) war eine deutsche Politikerin (SPD) und Widerstandskämpferin gegen das NS-Regime.

## Leben
Lotte und ihr Mann Gottlieb Branz gehörten der SPD an. Gottlieb wurde im Juni 1933 verhaftet und in das KZ Dachau gebracht. Nach seiner Entlassung im Oktober 1933 engagierte sich das Ehepaar in der Gruppe Neu Beginnen und unternahm Kurierfahrten zur Sopade in die Tschechoslowakei. Sie schmuggelten von dort Schriften der SPD nach München.
Sie verhalfen auch Juden zur Flucht. Nach seiner erneuten Verhaftung im Januar 1939 war Gottlieb Branz bis April 1945 im KZ Buchenwald. Daraufhin stellte auch Lotte Branz ihre Widerstandsaktivitäten ein.
Nach dem Krieg war Lotte Branz Vorsitzende der Landesfrauenarbeitsgemeinschaft der SPD in Bayern. Sie war auch Mitbegründerin der Georg-von-Vollmar-Akademie, wo sie bis zu ihrem Tode Vorträge über den sozialdemokratischen Widerstand in der Zeit des Nationalsozialismus hielt.

## Ehrungen
- Im Münchener Stadtbezirk Schwabing-Freimann gibt es seit 1996 die Lotte-Branz-Straße.[1]
- In Regensburg-Burgweinting-Harting gibt es seit 2015 eine Lotte-Branz-Straße.